# Čepel (Wysoki Jesionik)
Čepel (również Úzký hřbet , historyczna nazwa niem. Dürre Kamp) – szczyt (góra) o wysokości 998 m n.p.m. (podawana jest też wysokość 997,2 m n.p.m. , 1023,8 m n.p.m. lub 1024 m n.p.m. ), w paśmie górskim Wysokiego Jesionika (cz. Hrubý Jeseník), w północno-wschodnich Czechach, w Sudetach Wschodnich, na Morawach, w obrębie gminy Loučná nad Desnou, blisko osady Kociánov, oddalony o około 7,8 km na południowy zachód od szczytu góry Pradziad (cz. Praděd). Rozległość góry (powierzchnia stoków) szacowana jest na około 1,3 km², a średnie nachylenie wszystkich stoków wynosi około 18°.

## Charakterystyka

### Lokalizacja

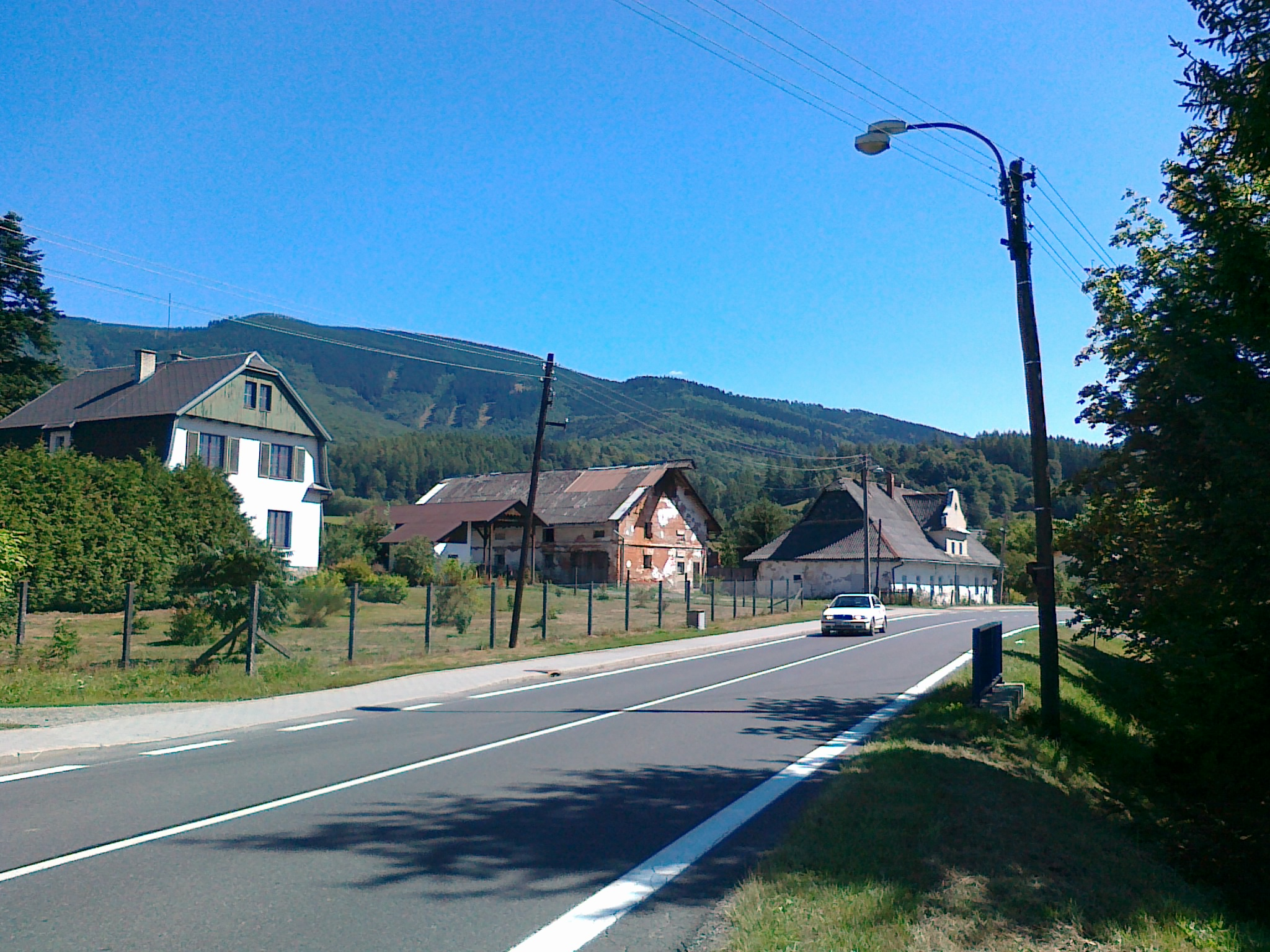
Widok z drogi nr Jesionik – Šumperk (osada Kociánov) na szczyty gór Mravenečník, Čepel i Kocián (2018 rok)

Góra Čepel położona jest w zachodnim rejonie całego pasma Wysokiego Jesionika, leżąca w części Wysokiego Jesionika, w zachodnim obszarze (mikroregionu) o nazwie Masyw Pradziada (cz. Pradědská hornatina), widoczna jako niewielki „guz” położony przy stoku góry Mravenečník. Jest górą trudno rozpoznawalną, bowiem na niektórych mapach nie oznaczono jej szczytu czy też nie podano jej nazwy . Jest widoczna z przebiegającej w niewielkiej odległości od niej drogi krajowej nr 44 Jesionik (cz. Jeseník) – Šumperk (z miejscowości Loučná nad Desnou) w postaci charakterystycznej kopuły szczytowej, od południowego zachodu niejako „doczepionej” do masywu góry Mravenečník, jednak może być mylona ze zlokalizowanym o około 620 m na południowy wschód od niej szczytem Kozí hřbet, również „doczepionym” do masywu góry Mravenečník. Ponadto jest dobrze widoczna z drogi Rejhotice – Nové Losiny w osadzie Rejhotice. Natomiast niewidoczna (z uwagi na wypukłość kopuły szczytowej), ze szczytu góry Mravenečník. Jest szczytem niewidocznym m.in. z drogi okalającej połać szczytową góry Pradziad, bo jest przysłonięty górą Dlouhé stráně, a z innego charakterystycznego punktu widokowego – z drogi okalającej szczyt góry Dlouhé stráně również niewidoczny, bo przysłonięty górą Mravenečník. Z jej położenia i usytuowania wynika, że góra widoczna jest jedynie w wachlarzu kierunków południowy zachód – zachód – północny zachód, ale i wtedy najlepiej posiłkować się dostępnymi mapami ułatwiającymi jej lokalizację.
Górę ograniczają: od północnego wschodu mało wybitna przełęcz o wysokości 980 m n.p.m. w kierunku szczytu Mravenečník, od północy, południa, południowego zachodu i zachodu doliny dwóch nienazwanych potoków, będących dopływami potoku o nazwie Tříramenný potok oraz od północnego zachodu mało wybitna przełęcz o wysokości 606 m n.p.m. w kierunku szczytu Seč. W otoczeniu góry znajdują się następujące szczyty: od północnego wschodu Kamenec (1), Mravenečník i Dlouhé stráně, od wschodu Vřesník, od południowego wschodu Homole–SV, Homole, Kozí hřbet i Nad myslivnou, od południowego zachodu Rudná hora, Kluč–JV, Kluč i Smrčná, od zachodu Lískovec i Lískovec–S i Lískovec–SV (cztery ostatnie szczyty leżą w paśmie Hanušovická vrchovina) oraz od północnego zachodu Kocián, Seč i Jedlový vrch.

### Stoki
W obrębie góry można wyróżnić pięć następujących zasadniczych stoków:
- północno-zachodni o nazwie Seč
- zachodni
- południowo-zachodni
- południowy
- południowo-wschodni

Występują tu wszystkie typy zalesienia: bór świerkowy, las mieszany oraz las liściasty, przy czym dominuje zalesienie gęstym lasem mieszanym. Na wszystkich stokach poza lasem mieszanym występują niewielkie obszary boru świerkowego oraz również połacie lasu liściastego. Wszystkie stoki charakteryzują się znaczną zmiennością wysokości zalesienia, z występującymi na stokach południowo-zachodnim i zachodnim kilkusetmetrowymi przecinkami oraz niewielkimi polanami. Przez stoki północno-zachodni i zachodni przechodzi postawiony płot odgradzający działkę leśną o nazwie Obora Loučná o całkowitym areale około 1000 ha, z uwagi na żerowisko i obwód łowiecki jelenia szlachetnego. Jest to największa w powiecie ołomunieckim działka pod patronatem organizacji o nazwie Lesý ČR skupiska tego gatunku. Na stoku południowo-wschodnim występują liczne grupy skalne, natomiast w obrębie góry brak jest większych, pojedynczych skalisk.
Stoki mają stosunkowo jednolite i zróżnicowane nachylenia. Średnie nachylenie stoków waha się bowiem od 14° (stok północno-zachodni) do 26° (stok południowo-wschodni). Średnie nachylenie wszystkich stoków góry (średnia ważona nachyleń stoków) wynosi około 18°. Maksymalne średnie nachylenie stoku południowo-wschodniego, przy grupie skalnej, na wysokościach około 960 m n.p.m., na odcinku 50 m nie przekracza 40°. Stoki pokryte są siecią dróg (m.in. Uhlířská cesta) oraz nielicznymi na ogół nieoznakowanymi ścieżkami. Przemierzając je zaleca się korzystanie ze szczegółowych map, z uwagi na zawiłości ich przebiegu, zalesienie oraz zorientowanie w terenie. 

### Szczyt

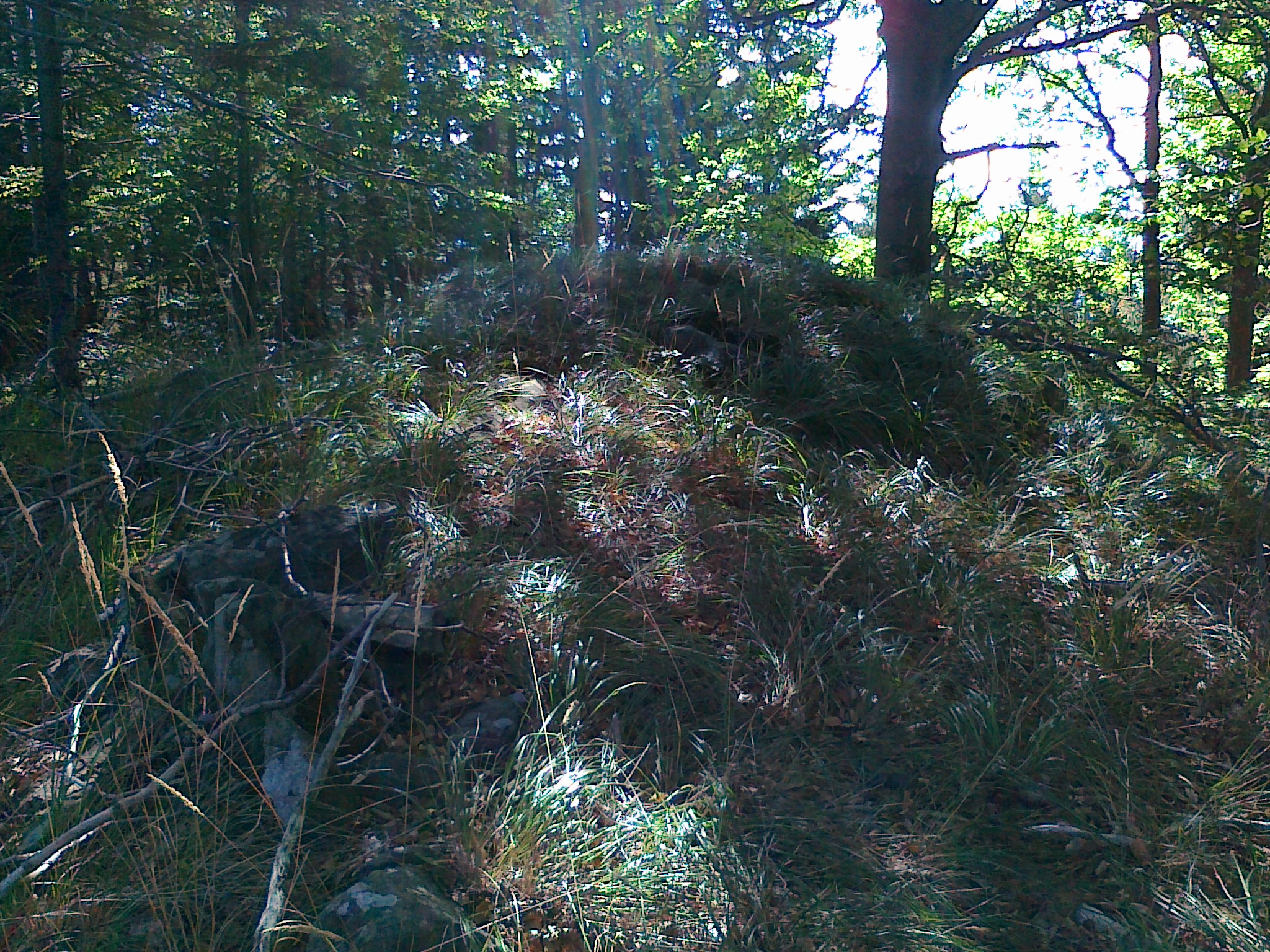
Widok na szczyt góry Čepel (2018 rok)

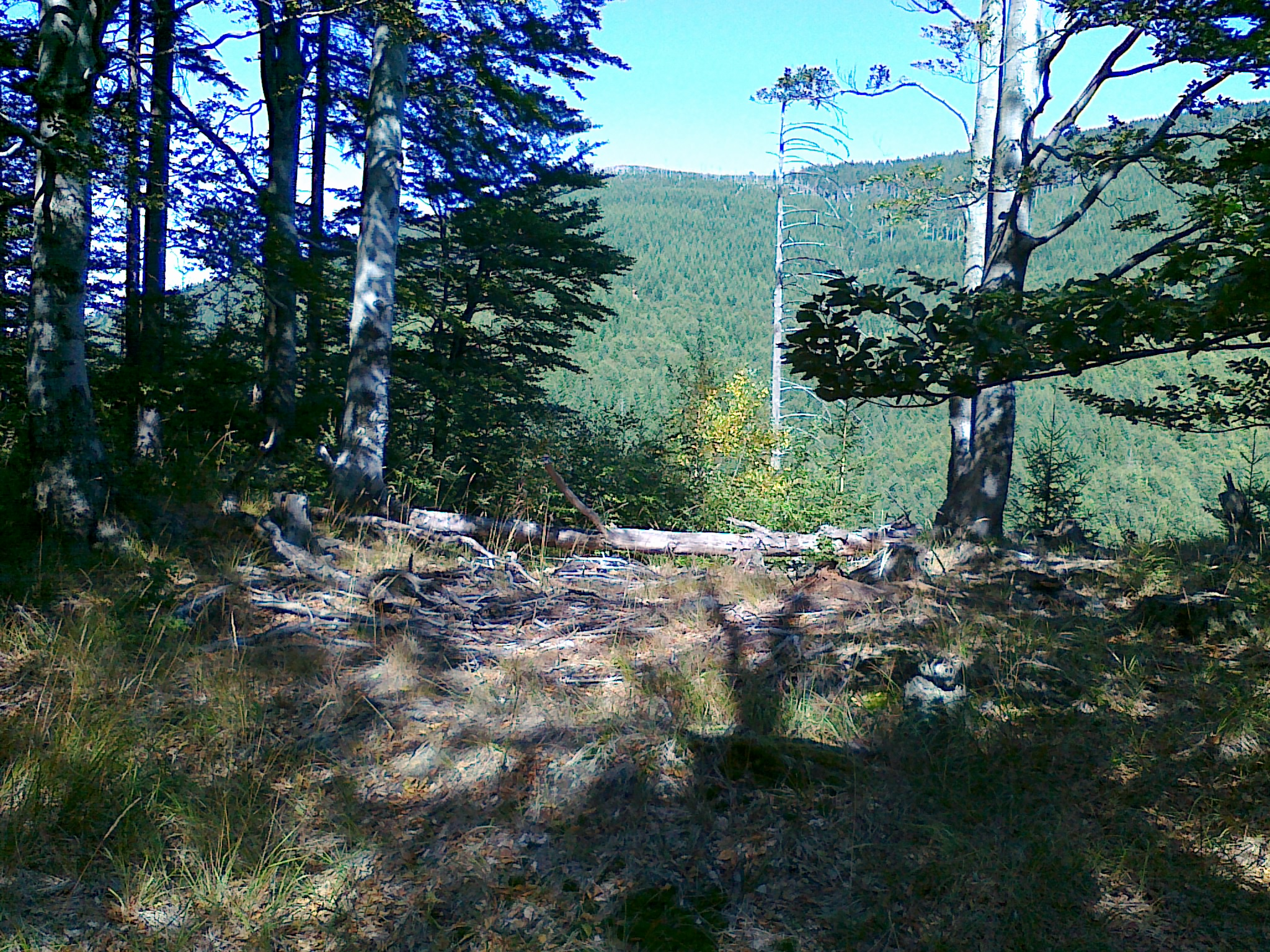
Widok z polany na połaci szczytowej góry Čepel na górę Mravenečník (2018 rok)

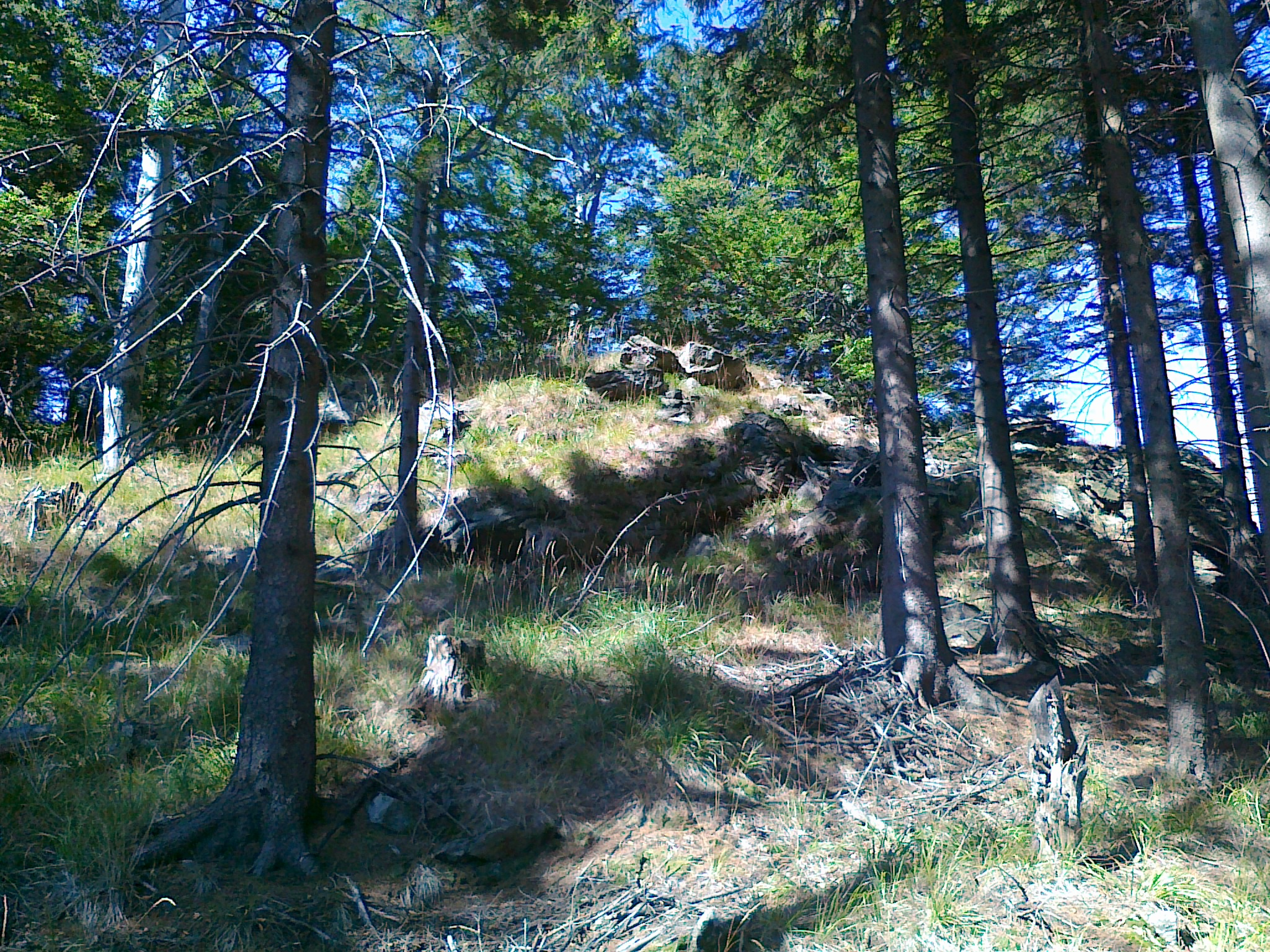
Widok na kopułę szczytową góry Čepel (2018 rok)

Čepel jest górą o pojedynczym szczycie. Na szczyt nie prowadzi żaden znakowany szlak turystyczny. Szczyt znajduje się wśród zalesienia lasem mieszanym oraz zarośnięty wokół trawą wysokogórską. Z uwagi na zalesienie nie jest on punktem widokowym. Nie ma na nim również punktu geodezyjnego . Ponadto na połaci szczytowej znajduje się niewielka polana, z której widoczny jest stok góry Mravenečník . Państwowy urząd geodezyjny o nazwie (cz. Český úřad zeměměřický a katastrální (CÚZK)) w Pradze podaje jako najwyższy punkt – szczyt – o wysokości 998,4 m n.p.m. i współrzędnych geograficznych (50°03′59,4″N 17°07′31,7″E/50,066500 17,125472).
Dojście do szczytu następuje z przełęczy z górą Mravenečník, gdzie przechodzi biały szlak rowerowy . Ze szlaku tego i skrzyżowania biegnie nieoznakowana droga wokół kopuły szczytowej. Z drogi tej po przebyciu odcinka o długości około 400 m należy skręcić w lewo na widoczną ścieżkę biegnącą podejściem na polanę połaci szczytowej, a następnie z niej należy dojść dalej orientacyjnie do szczytu .

### Geologia
Pod względem geologicznym masyw góry Čepel należy do jednostki określanej jako kopuła Desny i zbudowany jest ze skał metamorficznych, głównie gnejsów (biotytów, muskowitów, chlorytów), fyllonitów, migmatytów i amfibolitów, skał magmowych, głównie granitów. Kształt góry oraz występowanie granitów sugeruje jej wulkaniczne pochodzenie.

### Wody
Grzbiet główny (grzebień) góry Pradziad, biegnący od przełęczy Skřítek do przełęczy Červenohorské sedlo oraz dalej do przełęczy Ramzovskiej (cz. Ramzovské sedlo) jest częścią granicy Wielkiego Europejskiego Działu Wodnego, dzielącej zlewiska Morza Bałtyckiego i Morza Czarnego . 
Szczyt wraz ze stokami położony jest na północny zachód od tej granicy, należy więc do zlewni Morza Czarnego, do którego płyną wody m.in. z dorzecza Dunaju, będącego przedłużeniem płynących z tej części Wysokiego Jesionika górskich potoków (m.in. płynącego w pobliżu potoku o nazwie Tříramenný potok). Ze stoków nie płyną żadne potoki, będące dopływami wspomnianego wcześniej potoku Tříramenný potok. Z uwagi na stosunkowo łagodne nachylenia stoków, w obrębie góry nie występują m.in. wodospady czy kaskady.

## Ochrona przyrody
Cała góra znajduje się w obrębie wydzielonego obszaru objętego ochroną o nazwie Obszar Chronionego Krajobrazu Jesioniki (cz. Chráněná krajinná oblast (CHKO) Jeseníky), a utworzonego w celu ochrony utworów skalnych, ziemnych i roślinnych oraz rzadkich gatunków zwierząt. Na stokach nie utworzono żadnych rezerwatów przyrody lub innych obiektów nazwanych pomnikami przyrody. Ponadto na stokach nie wytyczono żadnych ścieżek dydaktycznych. 

## Turystyka
W obrębie szczytu i stoków nie ma żadnego schroniska turystycznego lub hotelu górskiego. Do najbliższej miejscowości Loučná nad Desnou z bazą hoteli i pensjonatów jest od szczytu około 2,5 km w kierunku zachodnim. Ponadto do osady Sedmidvory jest od szczytu około 2 km w kierunku południowym. Nieco dalej, bo około 4 km od szczytu w kierunku południowym jest do miejscowości Vernířovice z bazą pensjonatów. Warto dodać, że na obszarze góry nie ma żadnych tzw. chat łowieckich.
Kluczowym punktem turystycznym jest oddalone o około 1,1 km na północny zachód od szczytu skrzyżowanie turystyczne o nazwie (cz. Pod Vlčím sedlem) z podaną na tablicy informacyjnej wysokością 681 m, przez które przechodzą dwa szlaki rowerowe oraz trasa narciarstwa biegowego.

### Szlaki turystyczne i rowerowe oraz trasy narciarskie
Góra Čepel jest miejscem na którym Klub Czeskich Turystów (cz. Klub Českých Turistů) nie zdecydował się na wytyczenie jakiegokolwiek szlaku turystycznego.
Przez stoki natomiast poprowadzono cztery szlaki rowerowe na trasach:
 Pod Ztracenými kameny – góra Pecný – góra Špičák – góra Jestřábí vrch – przełęcz Branka – góra Homole – góra Vřesník – góra Dlouhé stráně – góra Mravenečník – Kozí hřbet – góra Čepel – Uhlířská cesta
 U Bochnerovy boudy – Pec – Ztracené kameny – Ztracené skály – Klepáčov – dolina potoku Ztracený potok – Vernířovice – dolina potoku Kamenitý potok – Sedmidvory – góra Rudná hora – przełęcz Vlčí sedlo – góra Čepel – Pod Vlčím sedlem
 Loučná nad Desnou – góra Seč – góra Čepel – góra Mravenečník – Medvědí hora – Kamenec (1) – góra Dlouhé stráně – góra Velká Jezerná – dolina rzeki Divoká Desná – Kouty nad Desnou – góra Černá stráň – przełęcz Přemyslovské sedlo – góra Tři kameny – góra Ucháč – góra Jelení skok – góra Loveč – góra Lískovec – Loučná nad Desnou
 U Obrazku – Kamenec (1) – góra Mravenečník – Margareta (lov. ch.)
W okresach ośnieżenia wzdłuż szlaków rowerowych (oprócz zielonego ), można skorzystać z wyznaczonych tras narciarstwa biegowego. W obrębie góry Čepel nie poprowadzono żadnej trasy narciarstwa zjazdowego.